# Grand Prix Femenino de la FIDE 2024-25
El Grand Prix Femenino de la FIDE 2024-25 es una serie de seis torneos de ajedrez exclusivamente para mujeres, que forman parte del ciclo de clasificación para el Campeonato Mundial Femenino de Ajedrez 2027. De este torneo clasificarán dos jugadoras al Torneo de Candidatas 2026.

## Formato
20 de las mejores jugadoras del mundo fueron seleccionadas para competir en estos torneos. Cada una acepta y se compromete a participar en exactamente tres de estos torneos, ordenando su preferencia de torneos una vez que se anunció la lista final de ciudades anfitrionas y se asignaron las fechas a cada ciudad.
Cada torneo es un torneo de todos contra todos de 10 jugadoras. Luego, se asignaron puntos de gran premio de acuerdo con la posición de cada jugador en el torneo: 130 puntos de gran premio para el primer lugar, 105 para el segundo lugar, 85 para el tercer lugar y luego 70 hasta 10 puntos en pasos de 10. En caso de empate en los puntos, los puntos del gran premio se reparten equitativamente entre los jugadores empatados. Aquella con más puntos es la ganadora.
| Jugadora               | Método de Clasificación    | Elo (Abril 2024) |
| ---------------------- | -------------------------- | ---------------- |
| Ju Wenjun              | Campeona del Mundo 2023    |                  |
| Lei Tingjie            | Subcampeona del Mundo 2023 |                  |
| Aleksandra Goryachkina | Grand Prix 2022-23         | 2553             |
| Katerina Lagno         | Grand Prix 2022-23         | 2542             |
| Nurgyul Salimova       | Copa del Mundo 2023        | 2432             |
| Anna Muzychuk          | Copa del Mundo 2023        | 2520             |
| Tan Zhongyi            | Copa del Mundo 2023        | 2521             |
| Vaishali Rameshbabu    | Gran Suizo 2023            | 2475             |
| Batkhuyag Munguntuul   | Gran Suizo 2023            | 2381             |
| Humpy Koneru           | Gran Suizo 2023            | 2546             |
| Hou Yifan              | Rating                     |                  |
| Mariya Muzychuk        | Rating                     | 2510             |
| Nana Dzagnidze         | Rating                     | 2506             |
| Dronavalli Harika      | Rating                     | 2503             |
| Aleksandra Kosteniuk   | Rating                     | 2501             |
| Sara Khadem            | Rating                     | 2490             |
| Lela Javakhishvili     | Nominada                   | 2447             |
| Assaubayeva Bibisara   | Nominada                   | 2481             |
| Elisabeth Pähtz        | Nominada                   | 2457             |
| Divya Deshmukh         | Nominada                   | 2427             |
| Stavroula Tsolakidou   | Nominada                   | 2424             |
| Regina Pokorna         | Nominada                   |                  |
| Alina Kashlinskaya     | Reemplazo                  | 2468             |
| Olga Badelka           | Reemplazo                  | 2374             |
| Zhu Jiner              | Reemplazo                  | 2463             |
| Polina Shuvalova       | Reemplazo                  | 2440             |
| Melia Salome           | Reemplazo                  | 2322             |

## Desempates
En el caso de que dos o más jugadores tengan los mismos puntos acumulados en la parte superior, se utilizarán los siguientes criterios (en orden descendente) para decidir el ganador general:
1. El número de total puntos totales (resultados) obtenidos en los tres torneos en los que haya participado.
2. El número de primeros puestos.
3. El número de segundos puestos.
4. El número de juegos ganados.
5. Sorteo.

## Resultados

### Clasificación final
|    | Jugadora               | Tiflis | Shymkent | Monaco | Nicosia | Pune  | Austria | Total  |
| -- | ---------------------- | ------ | -------- | ------ | ------- | ----- | ------- | ------ |
| 1  | Zhu Jiner              |        |          |        | 117,5   | 117,5 | 117,5   | 352,5  |
| 2  | Aleksandra Goryachkina |        | 130      | 106,67 | 71,67   |       |         | 308,34 |
| 3  | Anna Muzychuk          | 71,67  |          |        | 117,5   |       | 117,5   | 306,67 |
| 4  | Humpy Koneru           |        | 55       | 106,67 |         | 117,5 |         | 279,17 |
| 5  | Tan Zhongyi            |        | 105      | 65     |         |       | 85      | 225    |
| 6  | Assaubayeva Bibisara   | 105    | 77,5     | 15     |         |       |         | 197,5  |
| 7  | Divya Deshmukh         |        | 55       |        | 40      | 85    |         | 180    |
| 8  | Nana Dzagnidze         | 71,67  |          |        | 50      |       | 55      | 176,67 |
| 9  | Mariya Muzychuk        | 50     |          |        | 71,67   |       | 55      | 176,67 |
| 10 | Stavroula Tsolakidou   | 71,67  | 77,5     |        | 25      |       |         | 174,17 |
| 11 | Dronavalli Harika      |        |          | 35     | 71,67   | 65    |         | 171,67 |
| 12 | Vaishali Rameshbabu    | 35     |          |        |         | 50    | 70      | 155    |
| 13 | Alina Kashlinskaya     | 130    |          |        |         | 20    |         | 150    |
| 14 | Batkhuyag Munguntuul   |        | 15       | 106,67 |         | 20    |         | 141,67 |
| 15 | Aleksandra Kosteniuk   | 35     |          | 50     |         |       | 35      | 120    |
| 16 | Katerina Lagno         |        | 40       | 65     |         |       |         | 105    |
| 17 | Nurgyul Salimova       |        | 30       |        |         | 40    | 10      | 80     |
| 18 | Polina Shuvalova       |        |          |        |         | 65    |         | 65     |
| 19 | Lela Javakhishvili     | 20     |          |        |         |       | 35      | 55     |
| 20 | Sara Khadem            | 10     |          | 35     |         |       |         | 45     |
| 21 | Olga Badelka           |        |          |        | 25      |       | 20      | 45     |
| 22 | Elisabeth Pähtz        |        | 15       | 15     | 10      |       |         | 40     |
| 23 | Melia Salome           |        |          |        |         | 20    |         | 20     |

### Tiflis
|    | Jugadora             | Elo  | 1 | 2 | 3 | 4 | 5 | 6 | 7 | 8 | 9 | 10 | Pts. |
| -- | -------------------- | ---- | - | - | - | - | - | - | - | - | - | -- | ---- |
| 1  | Alina Kashlinskaya   | 2474 |   | ½ | ½ | ½ | ½ | 1 | 1 | ½ | 1 | ½  | 6    |
| 2  | Assaubayeva Bibisara | 2470 | ½ |   | ½ | ½ | ½ | ½ | ½ | 1 | ½ | 1  | 5,5  |
| 3  | Stavroula Tsolakidou | 2429 | ½ | ½ |   | ½ | ½ | ½ | 1 | ½ | ½ | ½  | 5    |
| 4  | Nana Dzagnidze       | 2506 | ½ | ½ | ½ |   | ½ | ½ | 0 | 1 | ½ | 1  | 5    |
| 5  | Anna Muzychuk        | 2525 | ½ | ½ | ½ | ½ |   | ½ | ½ | ½ | ½ | 1  | 5    |
| 6  | Mariya Muzychuk      | 2508 | 0 | ½ | ½ | ½ | ½ |   | 1 | ½ | ½ | ½  | 4,5  |
| 7  | Vaishali Rameshbabu  | 2506 | 0 | ½ | 0 | 1 | ½ | 0 |   | ½ | ½ | 1  | 4    |
| 8  | Aleksandra Kosteniuk | 2488 | ½ | 0 | ½ | 0 | ½ | ½ | ½ |   | ½ | 1  | 4    |
| 9  | Lela Javakhishvili   | 2451 | 0 | ½ | ½ | ½ | ½ | ½ | ½ | ½ |   | 0  | 3,5  |
| 10 | Sara Khadem          | 2489 | ½ | 0 | ½ | 0 | 0 | ½ | 0 | 0 | 1 |    | 2,5  |

### Shymkent
|    | Jugadora               | Elo  | 1 | 2 | 3 | 4 | 5 | 6 | 7 | 8 | 9 | 10 | Pts. |
| -- | ---------------------- | ---- | - | - | - | - | - | - | - | - | - | -- | ---- |
| 1  | Aleksandra Goryachkina | 2533 |   | 1 | ½ | 1 | ½ | 1 | ½ | ½ | 1 | 1  | 7    |
| 2  | Tan Zhongyi            | 2551 | 0 |   | ½ | 1 | ½ | ½ | 1 | 1 | 1 | 1  | 6,5  |
| 3  | Assaubayeva Bibisara   | 2487 | ½ | ½ |   | ½ | 1 | ½ | 0 | 1 | ½ | ½  | 5    |
| 4  | Stavroula Tsolakidou   | 2439 | 0 | 0 | ½ |   | 1 | ½ | ½ | ½ | 1 | 1  | 5    |
| 5  | Humpy Koneru           | 2530 | ½ | ½ | 0 | 0 |   | ½ | ½ | 1 | ½ | 1  | 4,5  |
| 6  | Divya Deshmukh         | 2501 | 0 | ½ | ½ | ½ | ½ |   | ½ | ½ | ½ | 1  | 4,5  |
| 7  | Katerina Lagno         | 2527 | ½ | 0 | 1 | ½ | ½ | ½ |   | ½ | ½ | 0  | 4    |
| 8  | Nurgyul Salimova       | 2405 | ½ | 0 | 0 | ½ | 0 | ½ | ½ |   | ½ | 1  | 3,5  |
| 9  | Elisabeth Pähtz        | 2458 | 0 | 0 | ½ | 0 | ½ | ½ | ½ | ½ |   | 0  | 2,5  |
| 10 | Batkhuyag Munguntuul   | 2344 | 0 | 0 | ½ | 0 | 0 | 0 | 1 | 0 | 1 |    | 2,5  |

### Mónaco
|    | Jugadora               | Elo  | 1 | 2 | 3 | 4 | 5 | 6 | 7 | 8 | 9 | 10 | Pts. |
| -- | ---------------------- | ---- | - | - | - | - | - | - | - | - | - | -- | ---- |
| 1  | Aleksandra Goryachkina | 2546 |   | 1 | ½ | ½ | 0 | ½ | 1 | ½ | ½ | 1  | 5,5  |
| 2  | Humpy Koneru           | 2523 | 0 |   | ½ | ½ | ½ | ½ | 1 | 1 | ½ | 0  | 5,5  |
| 3  | Batkhuyag Munguntuul   | 2331 | ½ | ½ |   | ½ | ½ | 1 | ½ | ½ | 1 | ½  | 5,5  |
| 4  | Tan Zhongyi            | 2561 | ½ | ½ | ½ |   | ½ | 0 | 1 | ½ | ½ | 1  | 5    |
| 5  | Katerina Lagno         | 2515 | 1 | ½ | ½ | ½ |   | ½ | 0 | ½ | 1 | ½  | 5    |
| 6  | Aleksandra Kosteniuk   | 2484 | ½ | ½ | 0 | 1 | ½ |   | ½ | 0 | 1 | ½  | 4,5  |
| 7  | Sara Khadem            | 2458 | 0 | 0 | ½ | 0 | 1 | ½ |   | 1 | ½ | ½  | 4    |
| 8  | Dronavalli Harika      | 2489 | ½ | 0 | ½ | ½ | ½ | 1 | 0 |   | ½ | ½  | 4    |
| 9  | Elisabeth Pähtz        | 2427 | ½ | ½ | 0 | ½ | 0 | 0 | ½ | ½ |   | ½  | 3    |
| 10 | Assaubayeva Bibisara   | 2492 | 0 | 0 | ½ | 0 | ½ | ½ | ½ | ½ | ½ |    | 3    |

### Nicosia
|    | Jugadora               | Elo  | 1 | 2 | 3 | 4 | 5 | 6 | 7 | 8 | 9 | 10 | Pts. |
| -- | ---------------------- | ---- | - | - | - | - | - | - | - | - | - | -- | ---- |
| 1  | Anna Muzychuk          | 2516 |   | ½ | ½ | ½ | ½ | 1 | 1 | 0 | 1 | 1  | 6    |
| 2  | Zhu Jiner              | 2514 | ½ |   | ½ | ½ | ½ | ½ | 1 | 1 | ½ | 1  | 6    |
| 3  | Dronavalli Harika      | 2483 | ½ | ½ |   | ½ | ½ | 1 | ½ | 1 | ½ | 0  | 5    |
| 4  | Mariya Muzychuk        | 2490 | ½ | ½ | ½ |   | ½ | ½ | ½ | ½ | ½ | 1  | 5    |
| 5  | Aleksandra Goryachkina | 2548 | ½ | ½ | ½ | ½ |   | ½ | ½ | ½ | 1 | ½  | 5    |
| 6  | Nana Dzagnidze         | 2513 | 0 | ½ | 0 | ½ | ½ |   | ½ | ½ | 1 | 1  | 4½   |
| 7  | Divya Deshmukh         | 2470 | 0 | 0 | ½ | ½ | ½ | ½ |   | 1 | ½ | ½  | 4    |
| 8  | Olga Badelka           | 2429 | 1 | 0 | 0 | ½ | ½ | ½ | 0 |   | ½ | ½  | 3½   |
| 9  | Stavroula Tsolakidou   | 2445 | 0 | ½ | ½ | ½ | 0 | 0 | ½ | ½ |   | 1  | 3½   |
| 10 | Elisabeth Pähtz        | 2424 | 0 | 0 | 1 | 0 | ½ | 0 | ½ | ½ | 0 |    | 2½   |

### Pune
|    | Jugadora             | Elo  | 1 | 2 | 3 | 4 | 5 | 6 | 7 | 8 | 9 | 10 | Pts. |
| -- | -------------------- | ---- | - | - | - | - | - | - | - | - | - | -- | ---- |
| 1  | Humpy Koneru         | 2528 |   | 1 | 1 | 1 | ½ | ½ | 1 | ½ | ½ | 1  | 7    |
| 2  | Zhu Jiner            | 2525 | 0 |   | 1 | 1 | 1 | 1 | ½ | ½ | 1 | 1  | 7    |
| 3  | Divya Deshmukh       | 2460 | 0 | 0 |   | ½ | ½ | 1 | 1 | 1 | ½ | 1  | 5½   |
| 4  | Polina Shuvalova     | 2500 | 0 | 0 | ½ |   | ½ | ½ | ½ | 1 | 1 | ½  | 4½   |
| 5  | Dronavalli Harika    | 2488 | ½ | 0 | ½ | ½ |   | ½ | 1 | ½ | ½ | ½  | 4½   |
| 6  | Vaishali Rameshbabu  | 2484 | ½ | 0 | 0 | ½ | ½ |   | ½ | ½ | ½ | 1  | 4    |
| 7  | Nurgyul Salimova     | 2402 | 0 | ½ | 0 | ½ | 0 | ½ |   | ½ | ½ | 1  | 3½   |
| 8  | Melia Salome         | 2293 | ½ | ½ | 0 | 0 | ½ | ½ | ½ |   | ½ | 0  | 3    |
| 9  | Alina Kashlinskaya   | 2496 | ½ | 0 | ½ | 0 | ½ | ½ | ½ | ½ |   | 0  | 3    |
| 10 | Batkhuyag Munguntuul | 2361 | 0 | 0 | 0 | ½ | ½ | 0 | 0 | 1 | 1 |    | 3    |

### Austria
|    | Jugadora             | Elo  | 1 | 2 | 3 | 4 | 5 | 6 | 7 | 8 | 9 | 10 | Pts. |
| -- | -------------------- | ---- | - | - | - | - | - | - | - | - | - | -- | ---- |
| 1  | Anna Muzychuk        | 2526 |   | 1 | ½ | ½ | ½ | ½ | 1 | ½ | 1 | ½  | 6    |
| 2  | Zhu Jiner            | 2541 | 0 |   | 0 | 1 | 1 | 1 | ½ | 1 | ½ | 1  | 6    |
| 3  | Tan Zhongyi          | 2536 | ½ | 1 |   | ½ | 0 | ½ | 0 | 1 | 1 | 1  | 5½   |
| 4  | Vaishali Rameshbabu  | 2475 | ½ | 0 | ½ |   | ½ | ½ | 0 | 1 | 1 | 1  | 5    |
| 5  | Nana Dzagnidze       | 2509 | ½ | 0 | 1 | ½ |   | ½ | ½ | ½ | 0 | 1  | 4½   |
| 6  | Mariya Muzychuk      | 2494 | ½ | 0 | ½ | ½ | ½ |   | 1 | 0 | 1 | ½  | 4½   |
| 7  | Aleksandra Kosteniuk | 2479 | 0 | ½ | 1 | 1 | ½ | 0 |   | 1 | 0 | 0  | 4    |
| 8  | Lela Javakhishvili   | 2430 | ½ | 0 | 0 | 0 | ½ | 1 | 0 |   | 1 | 1  | 4    |
| 9  | Olga Badelka         | 2426 | 0 | ½ | 0 | 0 | 1 | 0 | 1 | 0 |   | 1  | 3½   |
| 10 | Nurgyul Salimova     | 2399 | ½ | 0 | 0 | 0 | 0 | ½ | 1 | 0 | 0 |    | 2    |